# Akkrum
Akkrum ist ein Dorf in der Gemeinde Heerenveen in der niederländischen Provinz Friesland. Es ist neben dem Ortsteil Nes gelegen, bisweilen ist deshalb auch von Akkrum-Nes die Rede. Das Dorf Akkrum hat 3.330 Einwohner (Stand: 1. Januar 2024).
Das Dorf liegt am Fluss Boorne mit dem Leppa-Aquadukt und gehört zur Buurtschap Oude Schouw. Seit der Auflösung von Boarnsterhim im Jahre 2014 bildet Akkrum einen Ortsteil der Gemeinde Heerenveen.

## Geschichte
Akkrum war bis zur Gebietsreform von 1984 der Hauptort der ehemaligen Gemeinde Utingeradeel. Darin befanden sich auch die Dörfer Akmarijp, Aldeboarn, Nes, Terhorne und Terkaple. Bis zum 31. Dezember 2013 war Akkrum schließlich Teil der nun aufgelösten Gemeinde Boarnsterhim.

## Kirchengebäude

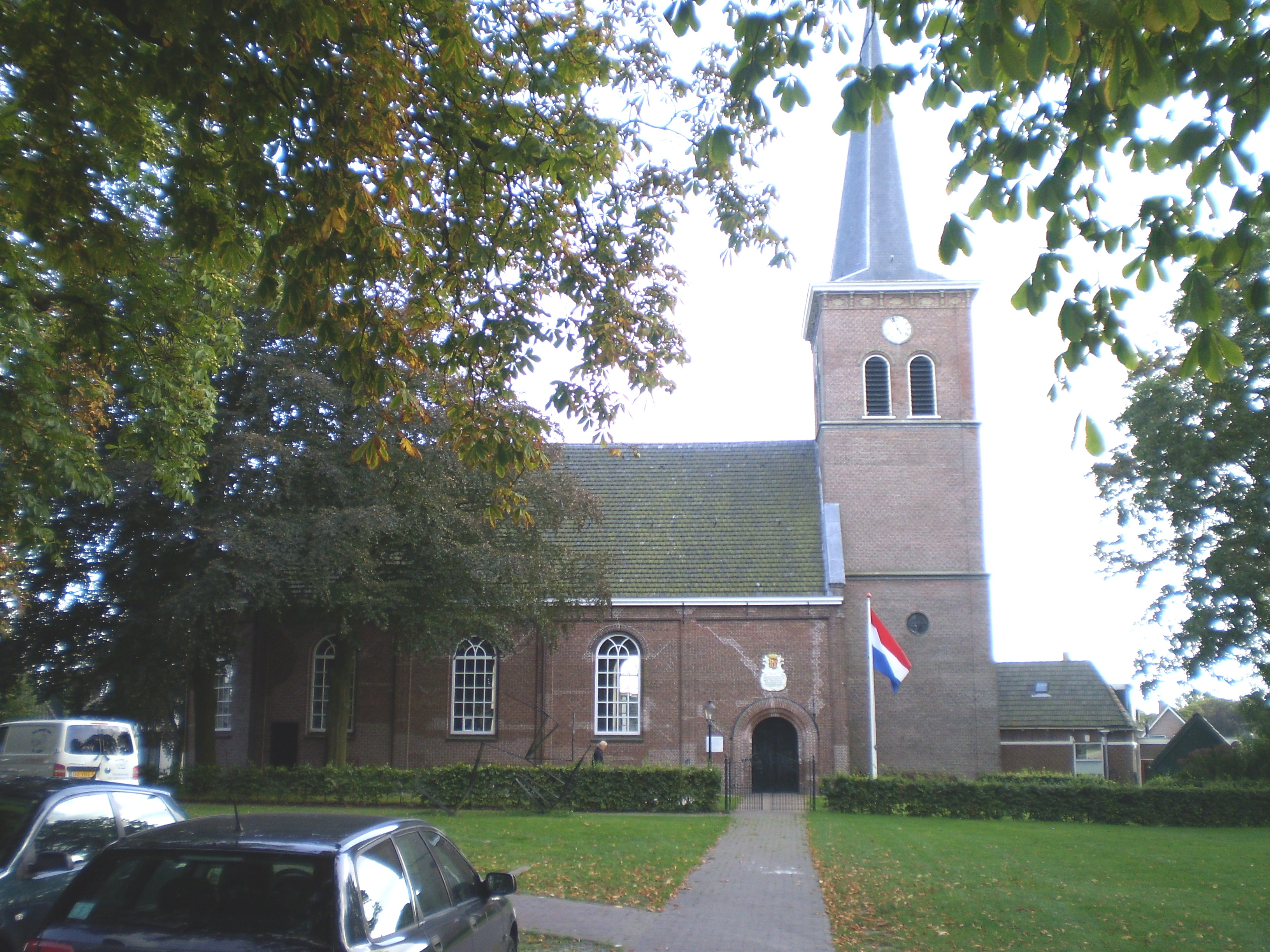
Terptsjerke
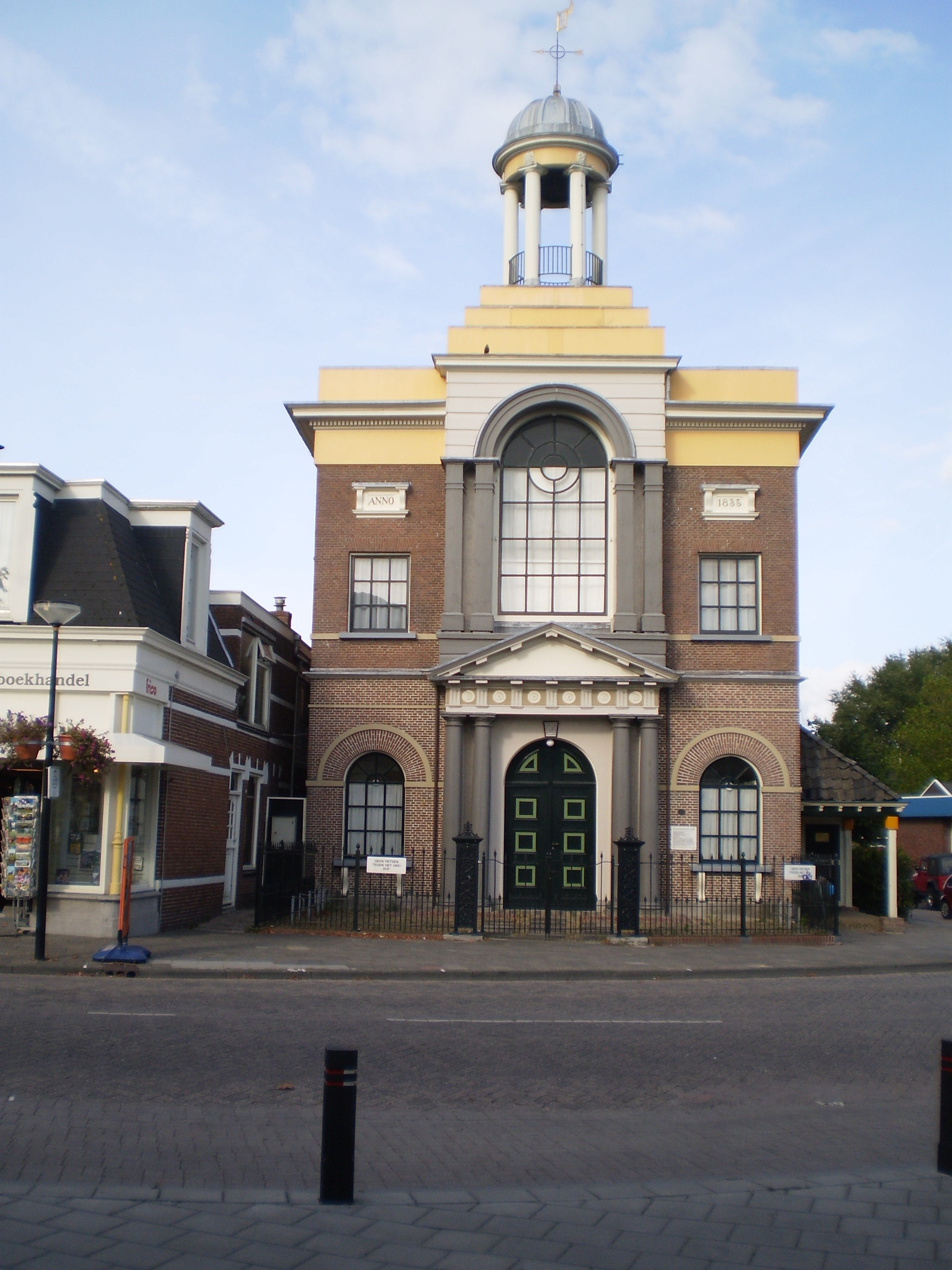
Doopsgezinde Kerk

## Profanbauten

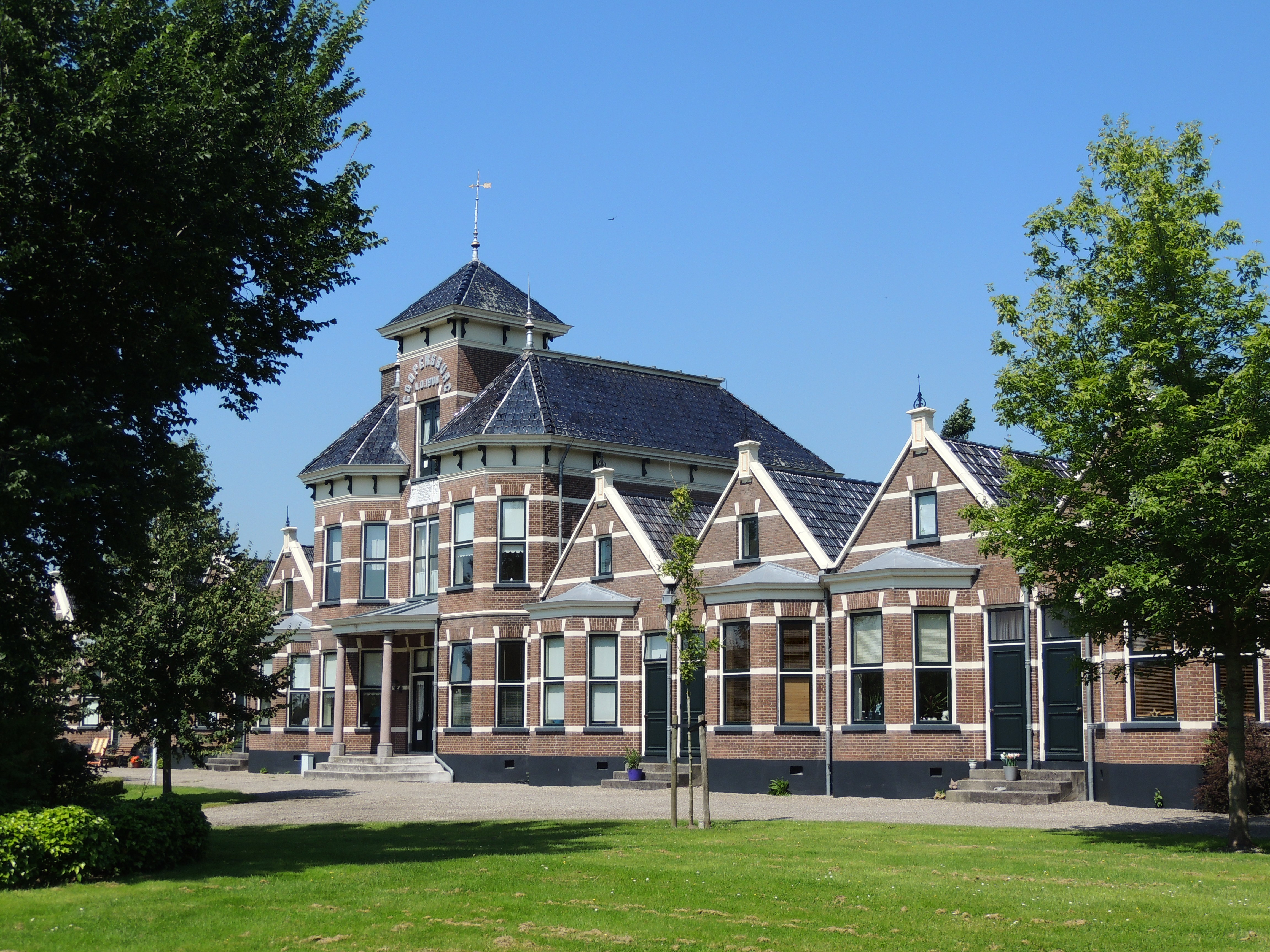
Coopersburg mit Mausoleum
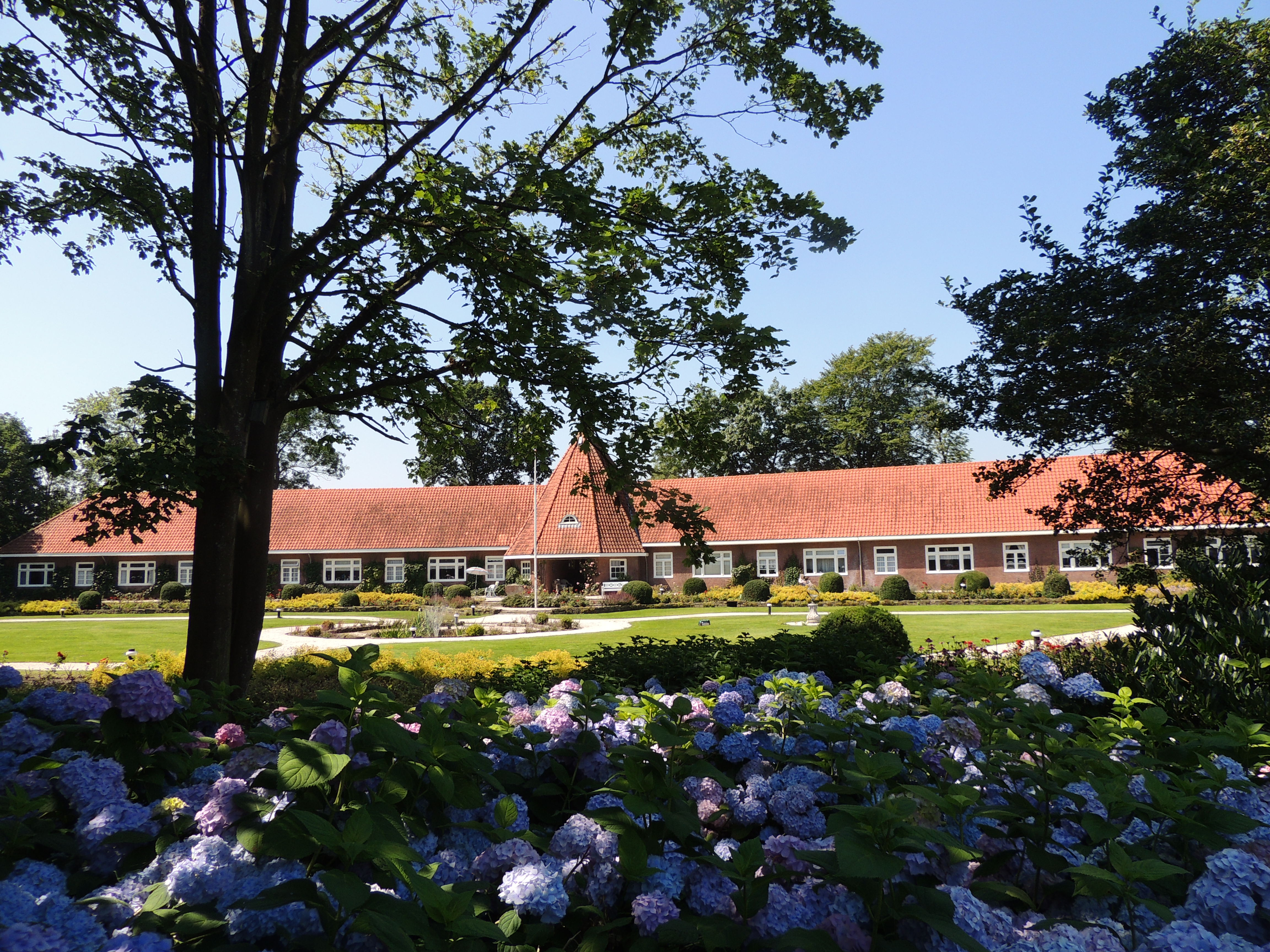
Welgelegen
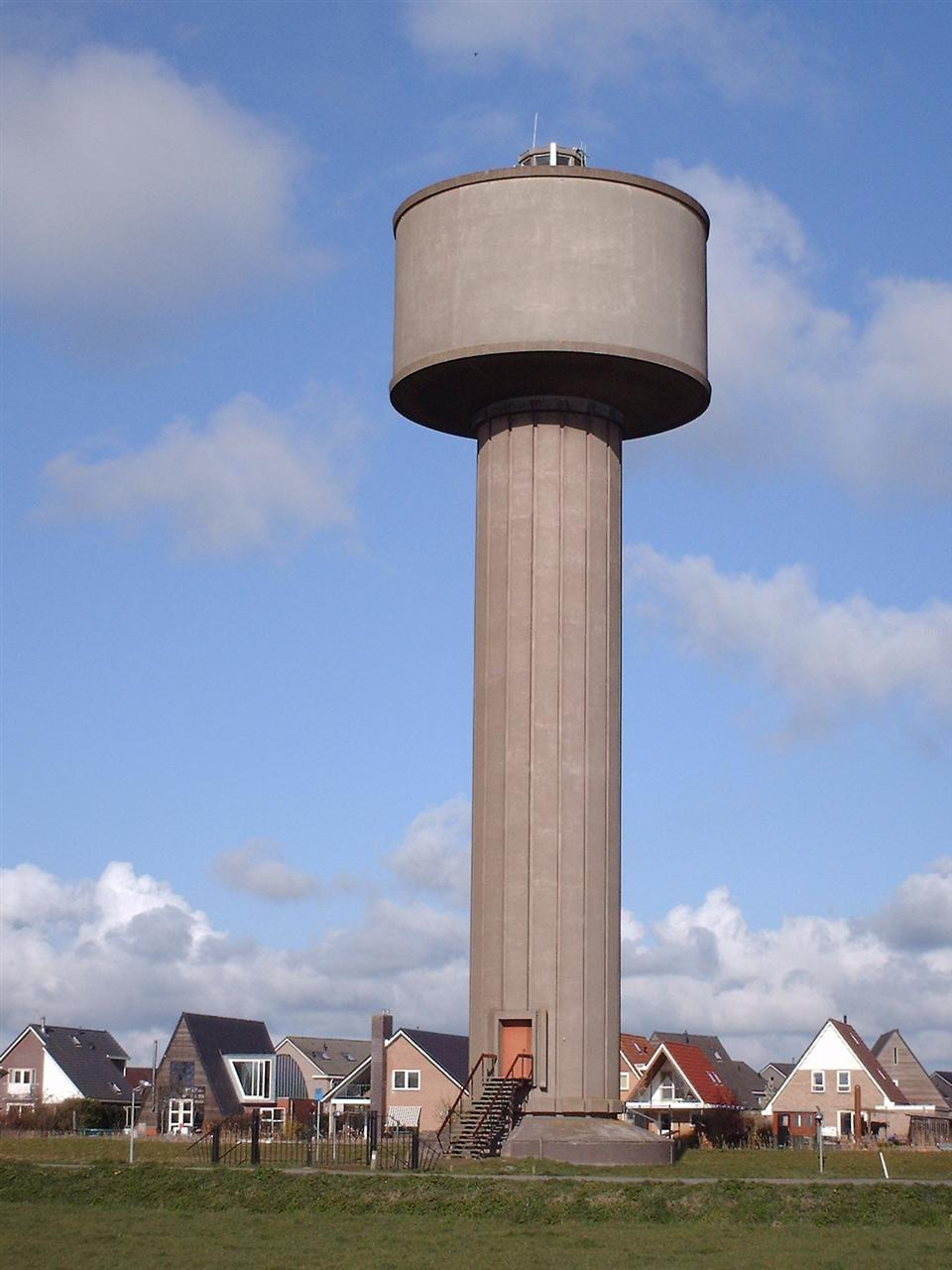
Wasserturm

## Verkehr

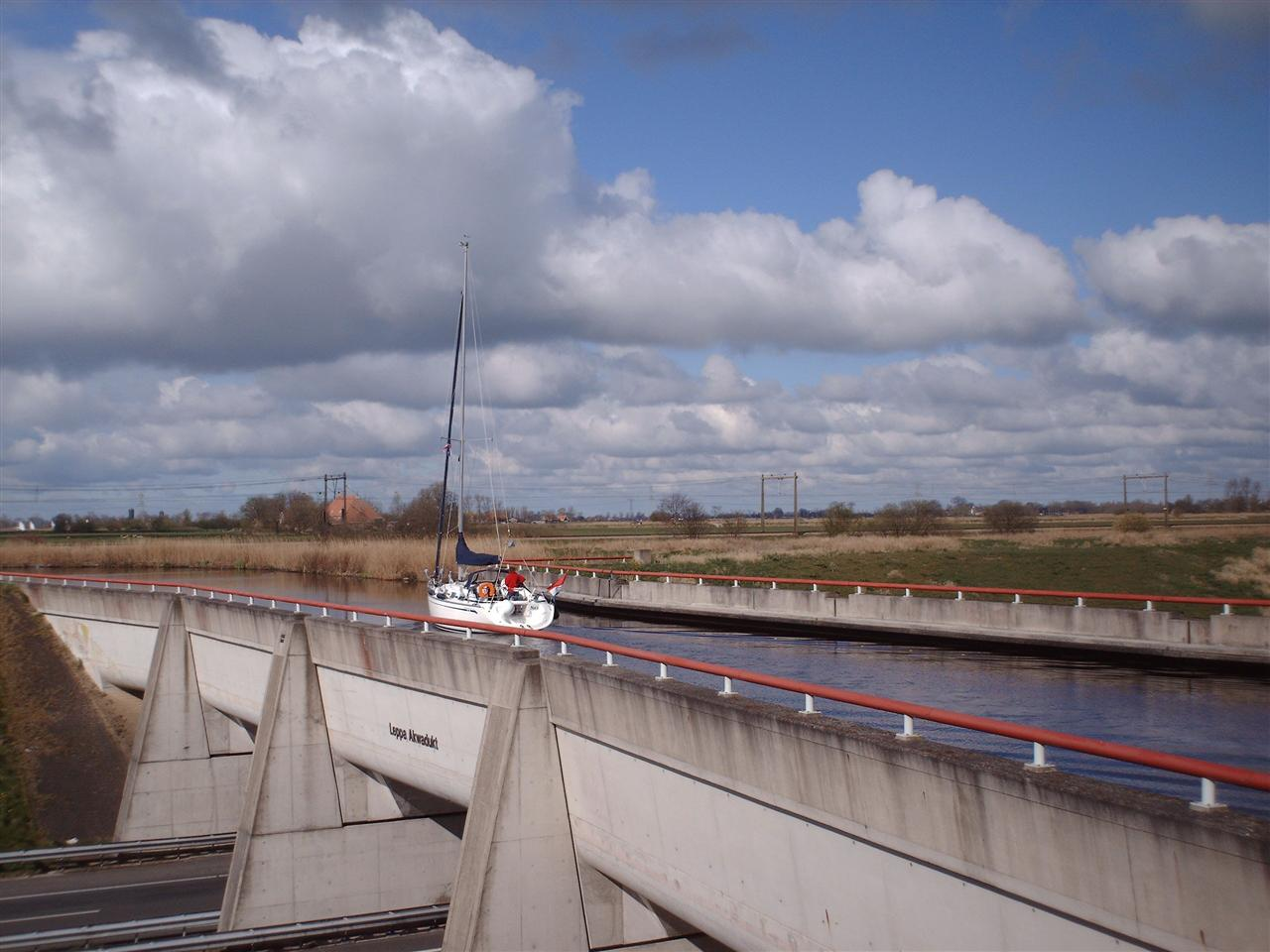
Leppa-Aquadukt

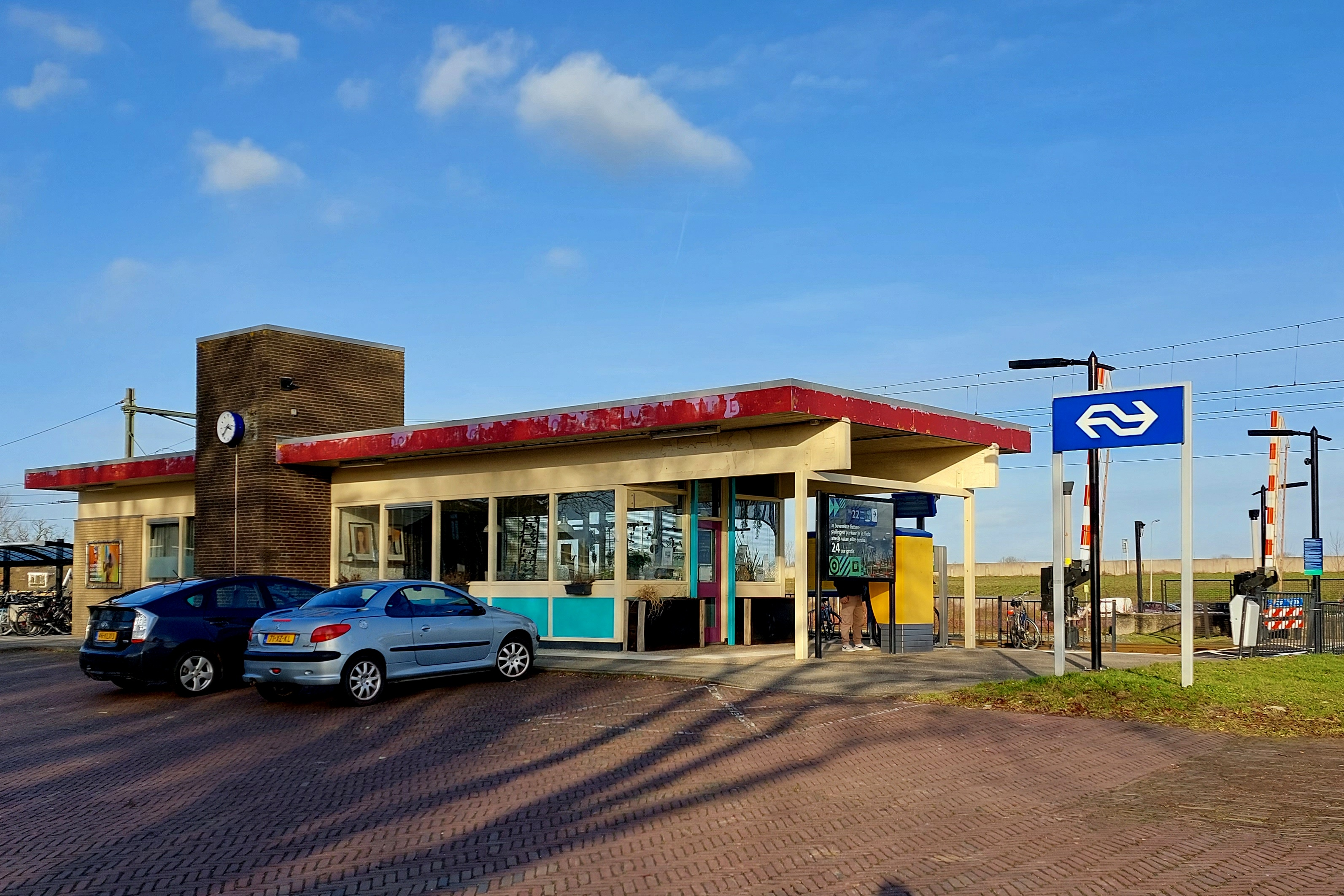
Bahnhof Akkrum

Akkrum liegt an der Autobahn A32 zwischen Heerenveen und Leeuwarden. Das Dorf verfügt über einen Bahnhof an der Bahnstrecke Arnhem–Leeuwarden. Hier halten Züge Richtung Leeuwarden und Meppel (und weiter nach Zwolle und via Lelystad nach Den Haag Centraal).
In Akkrum fahren verschiedene Buslinien, unter anderem nach Buitenpost, Heerenveen, Gorredijk, Jimsum und Nes. Diese Buslinien werden durch Arriva und Qbuzz betrieben.

## Sport
- VV Akkrum, Fußballverein

## Bevölkerungsentwicklung
| 1954 | 1959 | 1964 | 1969 | 1973 | 1999 | 2003 | 2004 | 2005 |
| ---- | ---- | ---- | ---- | ---- | ---- | ---- | ---- | ---- |
| 2491 | 2530 | 2571 | 2564 | 2491 | 3213 | 3184 | 3128 | 3156 |
| 2006 | 2007 | 2008 | 2009 | 2011 | 2012 | 2017 | 2018 | 2019 |
| 3233 | 3290 | 3311 | 3369 | 3417 | 3416 | 3406 | 3365 | 3355 |

## Berühmte Einwohner
- Willem und Hans Anker, jeweils Strafanwälte
- Foppe de Haan, Fußballtrainer
- Rients Gratama, Kabarettist, Sänger, Schauspieler, Schriftsteller
- Jan Akkerman, Gitarrist

## Söhne und Töchter des Dorfes
- Johannes Acronius Frisius (1520–1564), Arzt und Mathematiker
- Adam de Boer (1721–1800), Eisläufer
- Jant Visser-Bakker (1906–1992), Lehrerin und Autorin
- Hyke Koopmans (1924–2010), Textilkünstlerin und Galeristin
- Harry Langman (1931–2016), Politiker
- Sjoukje Dijkstra (1942–2024), Eiskunstläuferin
- Ids Willemsma (* 1949), Bildhauer